# 粗体刺鲨
粗体刺鲨（学名：Centrophorus robustus）为角鲨科刺鲨属的鱼类。在中国，分布于东海等海域。该物种的模式产地在东海深海。